# エスタジオ・パレストラ・イタリア
エスタジオ・パレストラ・イタリア（Estádio Palestra Itália）はブラジル・サンパウロに所在していたスタジアム。
1902年にオープンして以来、パルメイラスの試合会場として使用されてきた。1970年代には35000人収容だったが、最終的には27650人収容となっていた。
2008年にスタジアムの建て替えが決定し、2010年5月22日にアルゼンチンのチームボカ・ジュニアーズとの親善試合で閉場。その後2014年にアリアンツ・パルケが開場し、引き続きパルメイラスの本拠地として現在に至る。